# 深良用水350感謝祭
深良用水350感謝祭（ふからようすい３５０かんしゃさい）とは、深良用水が、2020年（令和2年）4月25日に通水から350年を迎えるためこれを記念して、深良用水の管理者である芦ノ湖水利組合(裾野市、御殿場市、長泉町、清水町で構成)で深良用水通水350周年記念事業として裾野市民文化センターで開催する記念式典。記念誌も発行する。
深良用水350感謝祭実行委員会は、深良用水の恵みに感謝し、先人の偉業を称え、後世に伝えていこうという機運の高まりにより平成26年に始まった「深良用水まつり」を、令和2年4月25日に通水350年を迎えるにあたり、ブラッシュアップし、裾野市民文化センターを会場に「深良用水350感謝祭」として開催する予定。

## 深良用水
江戸時代の初め、深良やその周辺の農民は水田を切り拓いても、雨が降らず日照りが続くと干ばつに苦しんでいた。
幕府は全国の水田開発を推進しており、幕府と各藩による開発だけでなく、町民など民間人の治水や農業開発により、耕地面積の拡大が図られていた。駿東郡の小田原藩領内も町人の請負新田開発が盛んで、深良用水もその一つである。
当時の深良村名主の大庭源之亟は、農民が満足なコメ作りが出来ない現状の打開策として、箱根芦ノ湖の水を利用する深良用水の計画を、水田開発の経験を持つ江戸の商人友野与右衛門の協力を得て実行に移した。
寛文3(1663)年、友野与右衛門ら4人の元締めは、芦ノ湖が箱根神社の御手洗池として大切にされているため、箱根神社の別当である「快長」を通じ、箱根大権現、東証大権現へ立願状を提出、その後、開発手形を小田原藩と沼津代官に提出し許可を得て、寛文6年(1666)年深良用水の工事に着手した。
隧道開削工事は、深良川から開始され、その後芦ノ湖からも掘り進められた。全庁1280ｍ、平均勾配130分の１、上穴口(芦ノ湖側)と下穴口(深良川)の標高差は9.8ｍで疎水隧道として理想的なものと言える。
隧道内部は、6尺(約1.8ｍ)四方で、上穴口から100ｍほど入った地点から5～10ｍおきに灯火を置いた棚が見られる。灯火には菜種油が使われ、隧道とは別に息抜き穴が並行して掘られ、竪穴で隧道に連結され、外気を取り入れるため、地上に繋がっている。寛文10(1670)年2月25日に両側から開削した隧道が貫通。